# Divalá
Divalá es un corregimiento del distrito de Alanje en la provincia de Chiriquí, República de Panamá. La localidad tiene 3.457 habitantes (2010).